# 托坎廷斯州平多拉马
托坎廷斯州平多拉马（葡萄牙語：Pindorama do Tocantins）是巴西托坎廷斯州的一个市镇。总面积1559.08平方公里，总人口4397人，人口密度2.8人/平方公里。